# Madinat Hamad
Madinat Hamad (arab. مدينة حمد) – miasto w Bahrajnie; 133 550 mieszkańców (2012). Czwarte co do wielkości miasto kraju.